# امیربهادر
حسین پاشا خان (۱۲۶۱–۱۳۳۶ ه‍.ق) ملقب به امیر بهادر، از رجال دورهٔ مشروطه و رئیس کشیک خانه (گارد سلطنتی) و وزیر دربار و وزیر جنگ مظفرالدین شاه و محمدعلی شاه بود.

## زندگی

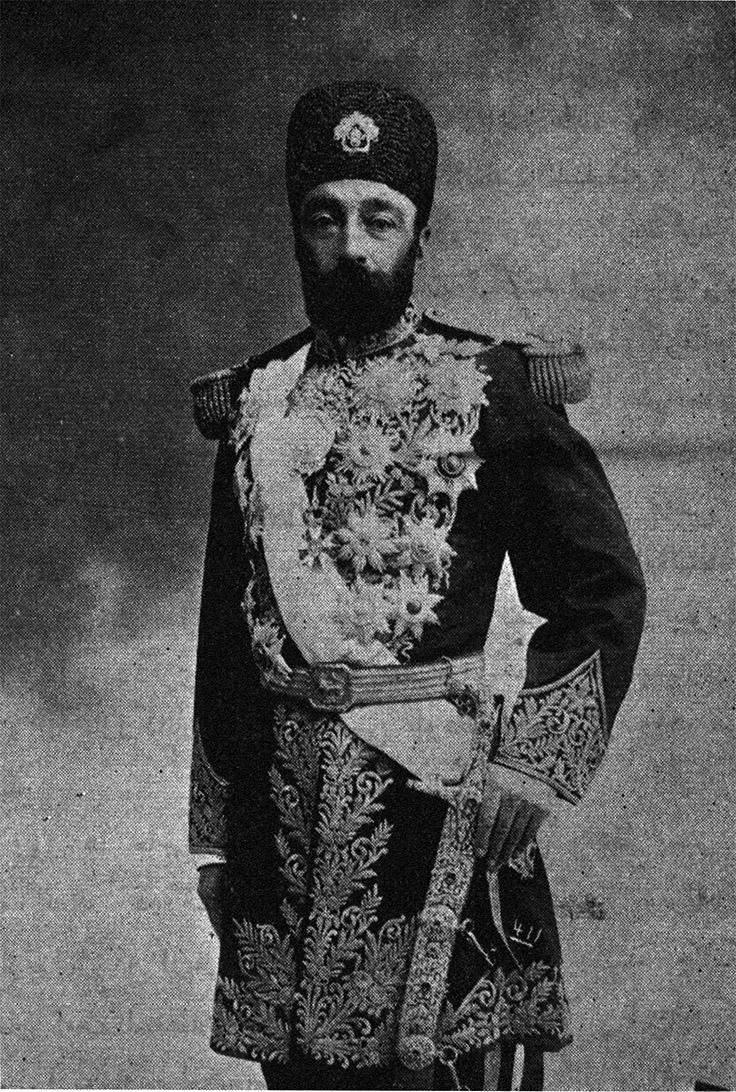
نگاره‌ای از امیر بهادر جنگ

امیر بهادر جنگ در حدود سال ۱۲۶۱ هـ. ق در تبریز متولد شد. جدّش از خوانین قفقاز بود که پس از امضای عهدنامه ترکمنچای مجبور به مهاجرت به ایران شده بود. او ابتدا در دوران ولیعهدی مظفرالدین شاه در تبریز مقام قوللر آقاسی دستگاه ولیعهد را یافت و پس از مدتی به پیشنهاد امیرنظام گروسی به مقام پیشکاری ولیعهد رسید. در سال ۱۳۱۰ هـ. ق از طرف ناصرالدین شاه لقب «امیربهادر» یافت و پس از جلوس مظفرالدین میرزا بر تخت سلطنت، رئیس کشیک خانه دربار شد. امیر بهادر در سال ۱۳۲۱ ه‍.ق به جای محمود حکیم‌الملک، وزیر دربار شد و تا سه سال بعد در این مسند باقی ماند.
امیر بهادر به دلیل داشتن اعتقادات عمیق مذهبی و علاقه به نظام سلطنتی، از مخالفین مشروطه بود و از مشروعه حمایت می‌کرد. او پس از به توپ بستن مجلس و ظهور استبداد صغیر با لقب «سپهسالار اعظم» وزیر جنگ کابینه مشیرالسلطنه شد و تا فتح تهران در دو کابینه این منصب را با لقب امیر بهادر جنگ بر عهده داشت. وی در جوانی با دختر ذوالفقارخان اسعدالدوله به نام امیر بانو خواهر حسینقلی خان اسعدالدوله سردار و علیقلی خان اعظام السلطنه ازدواج نمود ولی امیر بانو به علت بیماری درگذشت و فرزندی از این ازدواج حاصل نشد. در خروج محمدعلی شاه از ایران، امیر بهادر نیز با او همسفر بود و مدتی در ادسا و استانبول اقامت گزید. او با وجود استبداد طلبی و مخالفت با مشروطه، مردی ادب پرور بود.
در سفرهای مظفرالدین شاه معروف است که امیربهادر به قدری نشان‌های دولتی و دربار ایران و اعطایی از سران ممالک دیگر دریافت کرده بود که در مهمانی‌ها و مراسم رسمی درباری و دولتی و سفارتخانه وی علاوه بر دو طرف سینه تا پای دامن لباس رسمی و ملیله‌دوزی شده خود را با نشان‌های داخلی و خارجی می‌پوشانید.
امیر بهادر پس از مدتی اقامت در اروپا به ایران بازگشت و در سال ۱۳۳۶ هـ. ق در تهران درگذشت.